# Nothing to Prove (H2O)
Nothing to Prove è un album del gruppo hardcore punk H2O pubblicato nel 2008 dalla Bridge 9 Records.

## Tracce
1. 1995
2. Nothing to Prove
3. Sunday
4. A Thin Line
5. Unconditional
6. Still Here
7. Fairweather Friend
8. Heart On My Sleeve
9. Mitts
10. What Happened

## Formazione
- Toby Morse - voce
- Todd Morse - chitarra
- Rusty Pistachio - chitarra
- Adam Blake - basso
- Todd Friend - batteria